# Liste der diplomatischen Vertretungen in Kasachstan

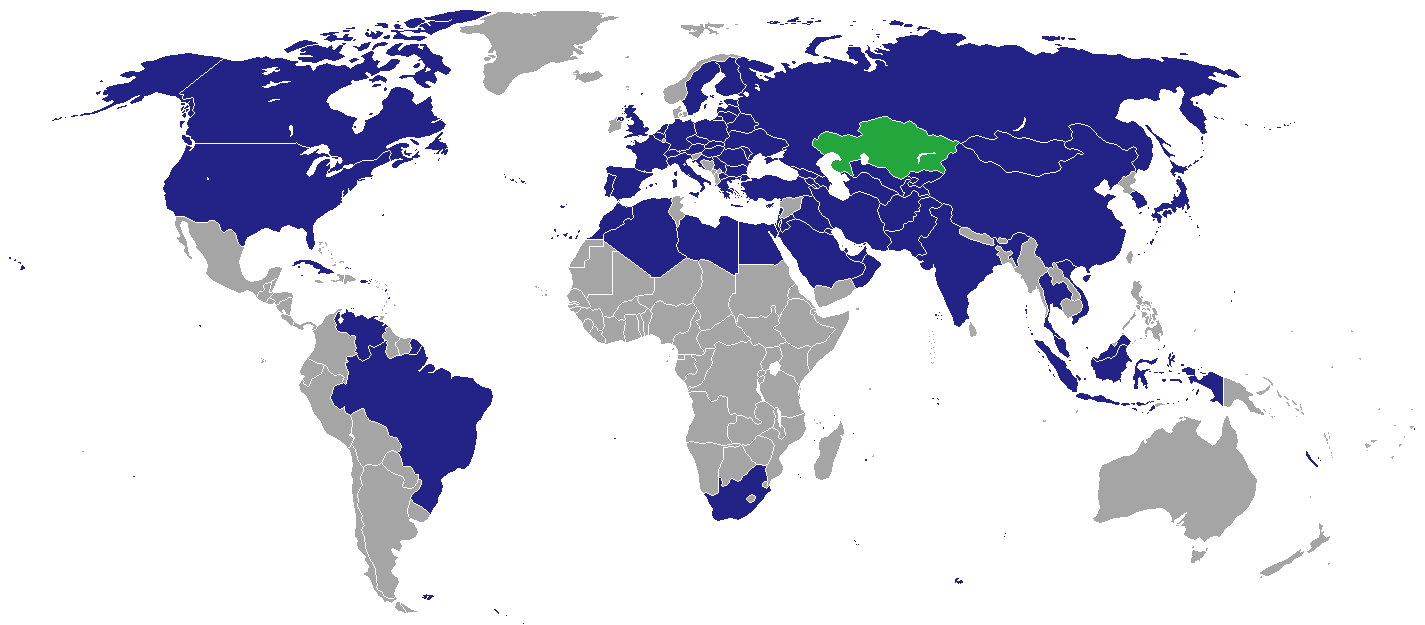
Staaten mit einer Botschaft in Kasachstan

Die Liste der diplomatischen Vertretungen in Kasachstan führt Botschaften und Konsulate auf, die im asiatischen Staat Kasachstan eingerichtet sind (Stand 2019). Gegenstück ist die Liste kasachischer Auslandsvertretungen.

## Botschaften in Kasachstan
69 Botschaften sind in Kasachstans Hauptstadt eingerichtet (Stand 2019).

### Staaten
| - Afghanistan: Botschaft - Armenien: Botschaft - Österreich: Botschaft - Aserbaidschan: Botschaft - Belarus: Botschaft - Belgien: Botschaft - Brasilien: Botschaft - Bulgarien: Botschaft - Kanada: Botschaft - Volksrepublik China: Botschaft - Kroatien: Botschaft - Kuba: Botschaft - Tschechien: Botschaft - Ägypten: Botschaft - Estland: Botschaft - Finnland: Botschaft - Frankreich: Botschaft - Georgien: Botschaft - Deutschland: Botschaft - Griechenland: Botschaft - Ungarn: Botschaft - Indien: Botschaft | - Indonesien: Botschaft - Iran: Botschaft - Irak: Botschaft - Israel: Botschaft - Italien: Botschaft - Japan: Botschaft - Jordanien: Botschaft - Kuwait: Botschaft - Kirgisistan: Botschaft - Lettland: Botschaft - Libanon: Botschaft - Libyen: Botschaft - Litauen: Botschaft - Malaysia: Botschaft - Mongolei: Botschaft - Marokko: Botschaft - Niederlande: Botschaft - Nordmazedonien: Botschaft - Norwegen: Botschaft - Oman: Botschaft - Pakistan: Botschaft - Palästina: Botschaft - Polen: Botschaft | - Katar: Botschaft - Rumänien: Botschaft - Russland: Botschaft - Saudi-Arabien: Botschaft - Serbien: Botschaft - Slowakei: Botschaft - Südafrika: Botschaft - Südkorea: Botschaft - Spanien: Botschaft - Schweden: Botschaft - Schweiz: Botschaft - Tadschikistan: Botschaft - Thailand: Botschaft - Türkei: Botschaft - Turkmenistan: Botschaft - Ukraine: Botschaft - Vereinigte Arabische Emirate: Botschaft - Vereinigtes Königreich: Botschaft - Vereinigte Staaten: Botschaft - Usbekistan: Botschaft - Venezuela: Botschaft - Vietnam: Botschaft |

### Vertretungen Internationaler Organisationen
- Vatikanstadt: Botschaft
- Malteserorden: Botschaft